# کی سرا سرا
کوئه سرا، سرا (آنچه خواهد شد، خواهد شد) (به انگلیسی: Que Sera, Sera (Whatever Will Be, Will Be)) ترانه‌ای است که در سال ۱۹۵۵ توسط جی لیوینگستون و ری ایوانز نوشته شد. دوریس دی آن را نخستین‌بار در فیلم مردی که زیاد می‌دانست به کارگردانی آلفرد هیچکاک اجرا کرد.

## شرح
این ترانه روایتی سه‌مرحله‌ای از زندگی راوی دارد: دوران کودکی، جوانی و عاشق‌شدن، و نهایتاً پدر یا مادر شدن. در هر مرحله، راوی از آینده می‌پرسد: «چه خواهم شد؟» یا «چه در پیش است؟» و در ترجیع‌بند، پاسخ ساده اما تقدیرگرایانه‌ای می‌شنود: «آنچه خواهد شد، خواهد شد.»
نسخهٔ اصلی این ترانه که توسط دوریس دی برای کلمبیا رکوردز ضبط شد، به رتبهٔ دوم جدول بیلبورد هات ۱۰۰ و رتبهٔ اول جدول جدول تک‌آهنگ‌های بریتانیا رسید. این اثر در ادامه به عنوان امضای هنری دی شناخته شد.

## جوایز و افتخارات
ترانه در سال ۱۹۵۶ برندهٔ جایزه اسکار بهترین ترانه شد. این سومین جایزهٔ اسکار جی لیوینگستون و ری ایوانز در این شاخه بود. همچنین در سال ۲۰۰۴ در رتبه ۴۸ فهرست ۱۰۰ سال... ۱۰۰ ترانه مؤسسه فیلم آمریکا قرار گرفت. نسخهٔ ضبط‌شده توسط دی در تالار مشاهیر گرمی نیز در سال ۲۰۱۲ ثبت شد.

## عنوان ترانه
عبارت «Que será, será» در نگاه اول اسپانیایی به‌نظر می‌رسد اما در واقع ترجمهٔ تحت‌اللفظی و نادرست جملهٔ انگلیسی «What will be, will be» است. نگارش درست آن در اسپانیایی «Lo que será, será» است.
این عبارت نخستین‌بار در قرن شانزدهم در انگلستان، به‌عنوان شعار خانوادگی خاندان‌های اشرافی همچون خاندان بدفورد ثبت شده‌است. نسخهٔ ایتالیایی آن یعنی «Che sarà, sarà» نیز در ادبیات رنسانس ظاهر شده‌است؛ از جمله در نمایشنامهٔ فاوست نوشته کریستوفر مارلو (۱۵۹۰). در قرن ۱۹ نیز معادل انگلیسی آن در رمان روزهای سخت اثر چارلز دیکنز دیده می‌شود.

## در فیلم و تلویزیون
این ترانه در فیلم مردی که زیاد می‌دانست نقشی کلیدی دارد. شخصیت «جو» با بازی دوریس دی، ترانه را برای یافتن پسر ربوده‌شده‌اش اجرا می‌کند. این ترانه سپس در آثار دیگر دی از جمله فیلم‌های لطفاً گل‌ها را نخور (۱۹۶۰)، قایق شیشه‌ای کف‌دار (۱۹۶۶) و سریال نمایش دوریس دی (۱۹۶۸–۱۹۷۳) تکرار شد.
نسخه‌ای ژاپنی از این ترانه در همسایه‌های من، خانواده یامادا محصول استودیو جیبلی نیز شنیده می‌شود.
ترانه در آثار دیگری مانند سیمپسون‌ها، ماپت شو، هدرز، دختران گیلمور، مری و مکس و تبلیغات اجتماعی نیز با کاربردی طنزآمیز یا دراماتیک به‌کار رفته‌است.

## نسخه‌های دیگر

### نسخه ۱۹۶۴ توسط دوریس دی
دی در سال ۱۹۶۴ نسخه‌ای تازه از این ترانه را برای آلبوم کودکانه‌اش با لبخند و یک ترانه بازضبط کرد. این نسخه با گروه کر کودکان به رهبری جیمی جویس و با تهیه‌کنندگی آلن استنتون منتشر شد.

### نسخه نورمی رو
نورمی رو، خوانندهٔ پاپ استرالیایی، در سال ۱۹۶۵ نسخه‌ای پاپ-راک از این ترانه ضبط کرد. این ترانه که با گروه The Playboys اجرا شد، به پرفروش‌ترین تک‌آهنگ استرالیا در دههٔ ۶۰ تبدیل گردید و در پنج شهر بزرگ این کشور به رتبهٔ اول رسید. این نسخه با ترانهٔ Shakin' All Over به‌صورت دوطرفه منتشر شد. فروش آن بین ۸۰ تا ۱۰۰ هزار نسخه گزارش شده‌است.

### نسخه‌های دیگر
ماری هاپکین در سال ۱۹۶۹ نسخه‌ای با تهیه‌کنندگی پل مک‌کارتنی منتشر کرد.
شیکن استیونز در سال ۱۹۸۲ نسخه‌ای زنده اجرا کرد.
نسخه‌ای طنز توسط «ترنس» در ایرلند در سال ۱۹۸۹ به رتبه دوم رسید.
نسخه‌هایی به زبان‌های هلندی، فرانسوی، چینی، ژاپنی، سوئدی، دانمارکی و هندی از این ترانه نیز ساخته شده‌است.
در هند، این ترانه نخست در فیلم Aaravalli (۱۹۵۷) و سپس در فیلم تلوگویی Thodu Needa (۱۹۶۵) اجرا شد.

## به‌عنوان سرود فوتبالی
این ترانه به‌عنوان سرود تشویقی هواداران فوتبال در انگلستان رواج یافته و معمولاً با متن زیر خوانده می‌شود:
 Que sera sera, Whatever will be will be, We're going to Wembley, Que sera sera 
این سرود معمولاً در مسیر صعود تیم‌ها به ورزشگاه ومبلی (مثلاً در رقابت‌های جام حذفی فوتبال انگلستان) خوانده می‌شود. منچستریونایتد در فینال ۱۹۷۶ و اورتون در سال ۱۹۶۳ از این سرود استفاده کردند. گاه نام «ومبلی» با تلفظ محاوره‌ای «Wemberley» نیز به‌کار می‌رود.

## در موسیقی عامه‌پسند
گروه لیزا لیزا اند کالْت جم در ترانهٔ Lost in Emotion با استفاده از عبارت «Que será, será» به این اثر ادای احترام کرده‌اند.

## در زبان فارسی
عبارت Que Sera, Sera که به معنی «هرچه خواهد شد، خواهد شد» است، در زبان فارسی معادلی مستقیم ندارد، اما از لحاظ معنا می‌توان آن را با جملاتی مانند «هرچه پیش آید خوش آید»، «قسمت هرچه باشد»، «تقدیر همینه» یا «ببینیم چی می‌شه» مقایسه کرد. این جمله در زبان انگلیسی نشان‌دهندهٔ پذیرش اتفاقات آینده بدون نگرانی زیاد و با نوعی آرامش فلسفی است؛ حالتی که در بسیاری از مثل‌ها و اصطلاحات فارسی نیز دیده می‌شود.
در برخی ترجمه‌های فارسی ترانه، این عبارت به شکل‌هایی مانند «آنچه باید شود، می‌شود» یا «هرچه خواهد شد، خواهد شد» برگردانده شده‌است که بیانگر همان روحیهٔ سرسپردگی به سرنوشت است. با وجود شباهت‌های معنایی، استفاده از این نوع عبارت در زبان فارسی معمولاً کمتر حالت شعرگونهٔ ترانهٔ اصلی را دارد و بیشتر در گفتگوهای روزمره یا لحن ضرب‌المثلی به‌کار می‌رود.